# 의흥군 (서진)
의흥군(義興郡)은 서진대 신설되었다가 수나라때 폐지된 중국의 옛 군이다.

## 연혁
304년(진 혜제 영흥 원년), 오흥군 장성현과, 현 북쪽에서 신설된 3개 현이 오흥군 양선현, 단양군 영세현과 함께 의흥군으로 분리되었다. 신설된지 얼마 되지 않아 영세현이 단양군으로 옮겨졌다.
신설된 의흥군은 본래 양주에 속했지만, 468년(유송 명제 태시 4년) 남서주로 소속이 바뀌었다. 유송대 의흥군은 5현 13,496호 89,525명을 거느렸다. 의흥군에서 남서주의 치소인 남동해군까지 수로로 400리, 육로로 400리 거리였고, 수도인 건강까지 수로로 490리, 육로로 490리 거리였다.
제나라때의 경우 484년(남제 무제 영명 2년), 남서주에서 양주로 편입되었다가 후에 다시 남서주의 속군이 되었다. 589년(수 문제 개황 9년) 수나라가 진나라를 정복하고 상주(常州)를 설치하는 과정에서 비릉군에 통폐합되었다.
| 현명   | 한자   | 대략적 위치                                          | 민정   | 비고 |
| ------ | ------ | ---------------------------------------------------- | ------ | --- |
| 장성현 | 長城縣 | 후저우시 창싱현 이가항진(李家港鎭) → 후저우시 창싱현 | 령(令) | 335년(진 성제 함강 원년) 지금의 이가항진 일대에 있던 현의 치소가 지금의 창싱현으로 옮겨졌다.                                                         |
| 의향현 | 義鄕縣 | 우시시 이싱시 호부진(湖㵚鎭) 용묘촌(龍廟村) 남       | 령(令) | 304년 장성현에서 신설된 현이다. 589년 양선현에 통폐합되었다.                                                                                         |
| 국산현 | 國山縣 | 우시시 이싱시 서남 동산촌(銅山村) 일대               | 령(令) | 304년 장성현에서 신설된 현이다. 589년 양선현에 통폐합되었다.                                                                                         |
| 임진현 | 臨津縣 | 우시시 이싱시 관림진(官林鎭) 서남                    | 령(令) | 304년 장성현에서 신설된 현이다. 589년 양선현에 통폐합되었다.                                                                                         |
| 양선현 | 陽羨縣 | 우시시 이싱시                                        | 령(令) | 589년 의향, 국산, 임진 3개 현이 통폐합되었다. |
| 수안현 | 綏安縣 | 우시시 이싱시 장저진(張渚鎭)                         | 령(令) | 422년(유송 무제 영초 3년) 선성군 광덕현, 오흥군 고장현, 장성현, 양선현, 의향현의 5개현 사이에서 분리신설되었다. 556년(양 경제 태평 원년) 폐지되었다. |
| 영세현 | 永世縣 | 창저우시 리양시 고현촌(古縣村) 동남                  |        | 304년 의흥군으로 편입되었지만, 신설된지 얼마되지 못해 단양군으로 돌아갔다.                                                                           |

1. ↑  《진서》 15권 지 제5 지리지 下 양주
2. ↑  《송서》 35권 지 제25 주군지 1 남서주 의흥군
3. ↑  《남제서》 14권 지 제6 주군지 上 남서주 의흥군
4. ↑  《수서》 31권 지 제26 지리지 下 양주 비릉군